# Medalles del Cercle d'Escriptors Cinematogràfics de 1948
La cerimònia de lliurament de les medalles del Cercle d'Escriptors Cinematogràfics de 1948 va tenir lloc en el Cinema Rialto de Madrid el dilluns 7 de març de 1949. Va ser el quart lliurament de aquestes medalles atorgades per primera vegada tres anys abans pel Cercle d'Escriptors Cinematogràfics (CEC). Es van concedir medalles en les mateixes quinze categories de l'edició anterior i, a més, es va atorgar —per aquesta sola vegada i sense continuïtat— un premi especial per a estrangers que treballessin en una pel·lícula espanyola. Els premis tenien per finalitat distingir als professionals del cinema espanyol pel seu treball durant l'any 1948. Durant l'acte es va projectar la pel·lícula Currito de la Cruz, acabada de rodar en aquells dies.
Els premis van estar repartits entre diverses pel·lícules, però van destacar Locura de amor, amb les medalles a millor pel·lícula i millor actriu principal, i Mare Nostrum, amb els guardons a millor director i millor actor principal.

## Llista de medalles
| Categoria                                               | Premiat                   | Labor premiada             |
| ------------------------------------------------------- | ------------------------- | -------------------------- |
| Millor pel·lícula                                       | Locura de amor            | pel·lícula                 |
| Millor director                                         | Rafael Gil                | Mare Nostrum               |
| Millor actriu principal                                 | Aurora Bautista           | Locura de amor             |
| Millor actor principal                                  | Fernando Rey              | Mare Nostrum               |
| Millor actriu secundària                                | Asunción Sancho           | La vida encadenada         |
| Millor actor secundari                                  | Luis Pérez de León        | Las aguas bajan negras     |
| Millor fotografia                                       | José Fernández Aguayo     | Angustia                   |
| Millor música                                           | Manuel Parada             | La vida encadenada         |
| Millors decorats                                        | Antonio Labrada Chércoles | La vida encadenada         |
| Millor argument original                                | Miguel Mihura             | La calle sin sol           |
| Millor guió                                             | Desert                    |                            |
| Millor labor crítica                                    | Luis Ardila               | Labor a Pueblo             |
| Millor labor literària                                  | Carlos Fernández Cuenca   | A Radio Nacional de España |
| Millor pel·lícula estrangera                            | ¡Que bello es vivir!      | pel·lícula                 |
| Premi Gimeno                                            | Valencia Films            | Producció                  |
| Premi especial per a estrangers en pel·lícula espanyola | Antonio Vilar             |                            |